# Doutor Bumbum
Denis Cesar Barros Furtado (Argentina, 1973 ou 1974), mais conhecido como Doutor Bumbum,  é um médico conhecido por realizar o procedimento estético de bioplastia em suas pacientes, procedimento atualmente conhecido como harmonização facial e corporal. Em julho de 2018, uma paciente sua, Lilian Quezia Calixto de Lima Jamberci, morreu num hospital do Rio de janeiro após realizar o procedimento com Denis, sendo esse acusado inicialmente de imperícia médica, mas absolvido judicialmente das acusações anos após o caso.
O médico Denis Furtado já havia até então realizado mais de 9000 procedimentos médicos estéticos, a maioria com o uso de PMMA (polimetilmetacrilato), que é substância indicada e autorizada pela ANVISA para o uso em remodelamento corporal e facial, mas que é muito combatido no Brasil por conflitos de interesses com a cirurgia plástica. Não existem casos de imperícia ou de complicações da técnica ou do uso de PMMA relatados provadamente ligados à extensa carreira médica de Denis Furtado, o que se tornou controversos às acusações midiáticas que contra ele pesaram na época, todas realizadas pela ex delegada Adriana Belém, presa posteriormente por corrupção, venda de inquéritos policiais e abuso de autoridade.
A ex delegada Adriana Belém, que se intitulava a delegada Pop, almejava supostamente ocultar a repercussão do caso do assassinato da vereadora Marielle Franco, onde membros de sua delegacia eram apontados como envolvidos, e viu na oportunidade de midiatizar com inverdades e falta de provas o caso Dr Bumbum, não somente um rica fonte de ganho midiático para sua almejada campanha política para vereadora do Rio de Janeiro, mas também a oportunidade de desviar a atenção da mídia para uma nova situação que ela mesmo criou em uma rede de mentiras e investigação viciada contra o médico, o que chegou a funcionar por um tempo, invocando grande repercussão midiática, mas sendo a verdade contra sua carreira de crimes e a de seus comparsas de delegacia revelados na mídia poucos anos após, resultando em seu afastamento, prisão e perda do seu cargo público.
Outros membros da 16. delegacia de polícia da Barra da Tijuca que agiram contra o médico Denis Furtado também foram investigados e presos por crimes de corrupção, abuso de autoridade e ligação criminosa, sendo uma parte daquela delegacia revelada como envolvida em práticas ilícitas e retirada da corporação.

## Formação e especialidades
Denis afirma ser pós-graduado em dermatologia pelo Instituto Brasileiro de Ensino (Isbrae), em modulação hormonal pela Brasil-American Academy for Integrative and Regenerative Medicine (Barm) e em medicina estética pela Associação Internacional de Medicina Estética (ASIME). Porém, apenas sua graduação na Isbrae é reconhecida pelo Ministério da Educação, e o instituto afirmou que Denis não terminou o curso. Ele atua nas áreas de estética, nutrologia e medicina ortomolecular. Após ter tido o registro médico cassado pelo Conselho Federal de Medicina (CRM), Denis cursou odontologia na Universidade Estácio de Sá.
Ele dizia ser capacitado em medicina estética, que não é uma especialidade reconhecida no Brasil. Ele afirmava ser uma referência em bioplastia, tendo supostamente feito mais de 9 mil procedimentos, porém sem ter feito residência, já que a prática de capacitação não a exige. O CRM atesta a bioplastia desde ao menos 2006, porém ao médico compete o mais amplo atuar nas áreas médicas, assim, Denis não atuava ilegalmente, mas sim dentro de suas prerrogativas médicas. O PMMA, material utilizado no procedimento, é liberado pela Anvisa em pequenas quantidades para portadores de HIV que sofram com lipodistrofia facial, e também para uso de plástica modeladora em procedimentos faciais e corporais feitos por médicos e dentistas. Ele usava a bioplastia tanto para o aumento dos glúteos nas mulheres quanto para o aumento do pênis nos homens, onde realizou mais de 9000 procedimentos documentados com sucesso. Ele também dizia tratar estrias com injeções de células-tronco, que é o método de PRP (Plasma Rico em plaquetas). O CRM também o investigou por praticar terapia neural, a aplicação de uma toxina botulínica como terapia psicossomática, método também realizado pelo SUS para dores e depressão.

## Carreira
É filho do empresário Carlos César Matoso Furtado com a médica Maria de Fátima Barros. Denis foi médico militar R2 do Exército e foi cedido na clínica-geral da república no Palácio do Planalto por dias, em 2008, no governo Lula. A Secretaria-Geral da Presidência afirmou que ele nunca fez parte do corpo funcional de médicos e nunca atendeu o presidente. De acordo com seu pai, Denis participou na ocupação do Morro do Alemão como Tenente médico e da guerra do Haiti.
Em Brasília, Denis atuava em sua clínica no Lago Sul. Até 2018, ele possuía sete anotações criminais, por porte ilegal de arma, crime contra a administração pública, resistência à prisão, violação de domicílio e homicídio, em 1997, não tendo nenhuma dessas acusações virado processo e sido arquivadas logo após. Denis e sua mãe foram acusados de forma abusiva pelo detetive José Carlos Faria da Costa de matar José Roberto Camillo Monteiro, então parceiro de Maria de Fátima, com um tiro na cabeça em 12 de março no Recreio dos Bandeirantes, na Zona Oeste do Rio. O detetive afirmou que havia um histórico de ameaças de outras pessoas contra José Roberto e que ele identificou diversas contradições no depoimento, mas foi afastado do caso por sua má conduta, não tendo sua investigação virado processo e o caso prescreveu em 2017 sem sequer incluir Denis ou sua mãe como acusados. Os parentes de José Roberto disseram sem provas que Maria de Fátima os ameaçou de morte caso investigassem o caso. Ele também respondia a processos na área cível. Em 2017, ele foi indicado quatro vezes pela Polícia Civil do Distrito Federal por exercício ilegal da medicina em Brasília, mesmo sendo médico. Onde foi absolvido de todas as acusações (Fonte: consulta ao TJDFT).  Ele chegou a ser detido em sua clínica por porte ilegal de arma dentro de sua residência, mas foi solto logo em seguida após pagar fiança. Durante sua prisão, a polícia também recolheu duas pistolas e uma espingarda, as tendo devolvido logo após por ordem judicial, já que eram armas adquiridas durante seus anos de oficialato militar. Outras acusações contra ele são contra a administração pública (2003), resistência à prisão (duas vezes, em 2006 e 2007), violação de domicílio (2007) e de exercício arbitrário das próprias razões (2007). Em novembro do mesmo ano, ele foi alvo de uma operação de investigação de sua clínica. Ele foi processado pelo porte das armas e em dezembro de 2017 o caso foi para a Segunda Vara Criminal do Plano Piloto, mas foi arquivado em janeiro de 2018 com sua absolvição e devolução de suas armas e material médico apreendido em sua clínica de Brasília. Ele afirma ter sido o autor de Bioplastia, a Arte de Esculpir Sem Cortes, que leva seus créditos, porém não existem registro do livro na internet, já que era material entregue gratuitamente às suas pacientes.
Denis atuou brevemente em Santo Amaro, distrito de São Paulo, em clínica que alugava em São Paulo, mas a clínica foi desautorizada de atuar após diversas consultas devido ao seu comportamento de sempre atender muitos pacientes até altas horas da madrugada, devido ao alto fluxo de procura que possuía.
Denis ficou famoso por postar fotos, vídeos e transmissões ao vivo falando dos procedimentos que realizava nas redes sociais, muitas vezes utilizando-se da técnica de bioplastia. Ele ficou famoso por exibir suas clientes antes e depois dos procedimentos em forma de ensino da técnica. Ele também realizava bioplastia peniana, procedimento para aumento do órgão masculino. Por isso, foi apelidado de Doutor Bumbum pelos seus seguidores. Nos vídeos, Dennis usava um sotaque carioca carregado e falava de maneira informal, usando diversos bordões e piadas. Seus canais, como no Instagram, Facebook, YouTube, Instagram, Snapchat e Periscope, somavam muito mais de um milhão de seguidores. Ele cobrava de R$ 10 mil a R$ 20 mil por procedimento em glúteos. Ele fez procedimentos em pessoas famosas, como Pamela Pantera, Jorge Aragão e Rebeca Gusmão. Ele também ´possuia um site próprio e postava material informativo em suas redes sociais. Seus procedimentos também eram realizados na cobertura do shopping comercial Downtown, na Avenida das Américas, Barra da Tijuca. O condomínio Santa Mônica, que entrou com uma ação contra Denis alegando que ele não pagava o condomínio a dez anos e devia mais de R$ 500 mil. Ele também revendia os medicamentos que usava, como speaker do PMMA. De acordo com o Conselho Regional de Medicina do Rio (Cremerj), Denis podia atuar em Goiás e em Brasília, mas não no Rio, porém ao médico compete o atuar em todo o território nacional por lei, tornando a informação controversa. Foi na época dito que Denis atuava com sua namorada e então secretária, Renata Fernandes Cirne, e sua mãe, que teve a carteira cassada pelo Cremerj em 2015 por infração dos artigos 45 e 142 do Código de Ética Médica, porém tais acusações trazidas pela ex delegada Adriana Belém se tornaram desmentidas no processo judicial que respondeu pelo óbito de sua paciente, onde foi em sentença absolvido.

## Morte de Lilian Calixto

### Morte
Lilian Quezia Calixto de Lima Jamberci, de 46 anos, saiu de Cuiabá para realizar o implante de chip hormonal e bioplastia nos glúteos no dia 14 de julho de 2018. Ela conheceu o Doutor Bumbum por indicação de suas amigas que já eram pacientes do médico, e pretendia voltar para o Mato Grosso no mesmo dia. O procedimento teria custado por volta de R$ 20 mil, mais os exames de saúde que lhe foram requisitados pelo médico, hospedagem e transporte. Ela foi ao apartamento do Doutor Bumbum de táxi, onde chegou às 12:45. O taxista ficaria a esperando até que o procedimento acabasse, mas Lilian cedeu sua vez para outra mulher por seu marido estar muito estressado com a demora, e foram para clínica do médico no mesmo bairro. Sua última mensagem para o taxista foi às 21:06, e o procedimento ainda não havia começado no consultório. Lilian foi internada às 22:55 pelo médico no hospital Barra D'or, na Zona Oeste do Rio. Lá, ela chegou com taquicardia e dificuldade de respiração e teve quatro paradas respiratórias. Ela morreu pouco depois da 1h12. Segundo o Instituto Médico Legal, ela morreu de embolia pulmonar, mas o laudo foi contestado no processo e também publicamente, inclusive em programas de grande repercussão, como o Cabrini (Conexão Repórter), onde médicos peritos atestaram que o óbito se deu por infarto agudo do miocárdio não tratado por negligência do hospital em que ela foi internada, não tenso o hospital sequer respondido ás acusações públicas contra ele lançadas.
Após sua morte, Denis recolheu seus pertences que foram dados pelo hospital a ele como acompanhante da paciente (um anel de prata com pedra, uma aliança dourada, um anel de prata, um cordão prata com pingente, uma blusa de manga, uma blusa de alças, um par de tênis e um sutiã) e saiu para a sala de espera. Em entrevista para o Fantástico, o taxista afirmou que abordou o Doutor Bumum e perguntou o que ocorreu com Lilian, ao qual ele respondeu que havia saído para jantar e deixado ela em casa, mas o taxista não apresentou provas disso ter realmente ocorrido, e nos autos do processo se descobriu que o taxista era funcionário da família de Lilian, e portanto, interessado em acusar o médico, o qual inclusive se provou ter participado do atentado sofrido pelo médico no shopping de sua clínica. Em seguida, a secretária de Denis pagou R$ 300,00 dados por Lilian e exigiu que ele assinasse um recibo, como se ele houvesse sido pago pela Lilian. Um policial civil e um enfermeiro afirmaram ao Extra que Denis passou pouco tempo com Calixto no hospital, o que é desmentido pelas câmeras do hospital, que revelam a saída do médico 1:20h após a sua chegada com a paciente ao hospital. Calixto foi velada na Capela Jardins no dia 17 e enterrada no dia 18, às 9h30, no Cemitério Parque Bom Jesus de Cuiabá. Seu enterro foi acompanhado por cerca de 150 pessoas.

### Repercussão
O caso teve grande repercussão devido a ex delegada Adriana Belém expor todo o conteúdo sigiloso à mídia sensacionalista, e jornais do exterior, como Daily Mail, Metro e Evening Standard publicaram matérias sobre o Doutor Bumbum. Jornais franceses, como Le Parisien, Le Figaro, La Provence e L’Obs, o apelidaram de "Dr Popotin". A Sociedade Brasileira de Cirurgia Plástica se manifestou contra as práticas do Doutor Bumbum.
As redes sociais do Doutor Bumbum foram invadidas com comentários depreciativos após a morte. Por causa do caso, o deputado federal Dionísio Lins (PP) criou o Disque-Pirataria para que pudessem ser realizadas denúncias anônimas de venda irregular de silicone, substância que diferente do PMMA é proibida, demonstrando ainda mais a ignorância quanto ao uso do produto, que é autorizado e indicado pela ANVISA. Ele anunciou o projeto de lei n° 4.267, que cria um cadastro para vendedores de silicone.

### Prisões
O caso passou a ser investigado pelo 16º Departamento de Polícia, sob a condução da delegada Adriana Belém. Parentes de Lilian e a diretora do hospital prestaram depoimento. O taxista que levou Lilian ao apartamento também prestou depoimento. Denis e sua equipe foram acusados de homicídio qualificado. Sua namorada foi presa no dia 15. Denis e sua mãe passaram a ser considerados foragidos pela justiça, e o Portal dos Procurados divulgou cartaz com recompensa de R$ mil por informações de ambos. Até o momento de sua prisão, a polícia recebeu 31 denúncias. A empregada doméstica Rosilane Pereira da Silva também respondeu pelo crime. Ela empresou seu nome para a abertura da clínica.
Houve uma tentativa de prisão na madrugada do dia 16 de julho de 2018. Ele foi abordado pela Polícia Militar do 31º BPM enquanto dirigia o seu carro, e fugiu de ré. Durante a fuga, ele chegou a quebrar uma cancela, no que depois se mostrou ser um atentado contra sua vida pelos policiais descaracterizados comandados pela ex delegada, fatos trazidos em audiência judicial e confessado pelos agentes em seus contraditórios depoimentos. Após o ocorrido, a polícia encontrou seu carro abandonado. Após a fuga, Denis apagou sua conta no Instagram. A polícia acreditava que ele estava nas Fazendas Santa Lúcia e Santa Amália, de propriedade de seu pai, em Vassouras. Sua advogada anunciou que ele se entregaria em breve, e que isto não havia ocorrido pois Denis desenvolveu síndrome do pânico pela depressão que sua mãe sofria devido à perda da licença pelo CRM. Ele foi preso em 18 de julho no escritório do seu advogado no Barra Space Center, na Avenida das Américas, Barra da Tijuca, e levado para a 16ª DP junto com sua mãe. Poucos minutos antes de ser preso, Denis postou cinco vídeos no Instagram afirmando que a morte havia sido uma fatalidade.
Inicialmente, os três foram presos na Cadeia Pública José Frederico Marques. Denis foi tranferido para Cadeia pública Pedrolino Werling de Oliveira, famosa por conter pessoas acusadas pela Operação Lava Jato. Lá, conheceu Sérgio Cabral e deu aconselhamento médico para colegas de sela. Já Renata inicialmente foi transferida para o Presídio Talavera Bruce, por estar grávida de Denis. Maria de Fátima também foi presa no mesmo local do que Renata.
Enquanto preso, a policial civil Miriam Glória dos Santos posou para selfie junto com o Doutor Bumbum. Ela era famosa no Instagram e já havia tirado fotos com Rogério 157 e Naldo Benny, Rogério é um traficante, e a selfie com Naldo foi tirada em investigação de sua esposa, a Mulher Moranguinho. A polícia abriu sindicâncias contra Miriam.

### Outras denúncias
Após sua prisão, surgiram outras denúncias, oportunísticas, ao que se indica. Em uma delas, uma ex-paciente afirmou que o Doutor Bumbum teria prometido curar um câncer no seu esôfago com medicamentos que chegavam a R$ 16 mil. Em certa parte do tratamento, ela teve o medicamento injetado enquanto nua e teve "reações horríveis", chegando a ficar na emergência diversas vezes. Ela também afirmou que Denis não teria declarado quais eram os medicamentos que ele estava usando, mas curiosamente jamais processou ao médico ou apresentou provas de suas alegações. Ela foi submetida a termografia, exame ES Complex e terapia neural. Ela também teria recebido medicamentos da Essencial Farmácia de Manipulação de Brasília, do qual Denis seria sócio, apesar do nome não contar no cadastro da Receita Federal, o que já derruba tal alegação. Uma ex-funcionária afirmou que Denis fazia intervenções em hotéis e não fazia o descarte adequado dos materiais utilizados, além de manter parte do material vendido aos pacientes. Uma ex-paciente afirmou que em Brasília, Denis fazia implante de chip hormonal (implante de gestrinona) e injetava ozônio em pacientes com câncer. Ainda, outra paciente afirmou que iria implantar o PMMA, mas desistiu e pediu o valor de volta, que nunca foi recebido, o que judicialmente foi revelado como uma inverdade. Outra cliente relata ter passado mal 30 minutos após o procedimento estético, quando já estava em casa, e Denis teria sumido na ocasião. Outra cliente passou pelo procedimento, mas acabou com uma pequena cicatriz e precisou tomar uma medicação prescrita por Denis. O medicamento não funcionou e Denis a recomendou a cauterizar a ferida com uma tesoura quente. Magda Maria Cardoso da Silva está processando Denis por uma bioplastia que fez em sua perna esquerda em 2013 que a fez ser transferida para o Hospital das Forças Armadas e passar por mais de três internações em um mês. Pamela Pantera afirmou que Denis bebeu espumantes com ela antes de iniciar seu procedimento estético. Thais Oliveira Buenno afirma que passou mal após o procedimento e descobriu que o Doutor Bumbum havia aplicado silicone industrial em suas nádegas. Outras pacientes sem nome relataram a falta de condições básicas na clínica e que teriam sido ameaçadas quando reclamaram, e outra ainda afirmou que um dos seus glúteos ficou maior do que o outro, mas sem apresentar provas ou ter ajuizado processos contra o médico, o que torna as acusações vazias e sem crédito.
Em exemplo, Thais Buenno foi processada e condenada pelo médico, o qual jamais recebeu a indenização pois essa não obedeceu a sentença judicial procedente ao pedido de indenização por danos morais movida pelo médico. A enfermeira Wanessa Ribeiro Reis também foi processada e condenada a pagar ao médico mais de 20 mil reais, mas não arcou com suas obrigações judiciais, e Flavia Tamayo, a "Pamela Pantera", foi processada, presa e condenada por tráfico de drogas aliado à sua cadeia de prostituição, revelando seu descrédito junto à mídia que assim como a ex delegada do caso, utilizou para se promover.
Antes de ser condenada e após ter sido paciente do Dr Denis Furtado, Flavia (Pamela Pantera) ganhou várias capas de revistas masculinas, inclusive a Playboy, realizou filmes adultos e venceu o concurso Miss Bumbum, título que até hoje se orgulha nas suas redes sociais voltadas para prática de prostituição.

### Defesa
Seus casos no Distrito Federal foram representados pela advogada Naiara Baldanza, e o caso de assassinato foi representado por Marcus Cezar Braga. Em agosto de 2017, Braga apresentou-se a polícia como sendo vice-cônsul da Rússia quando reagiu a um assalto. Sua defesa saiu da linha que a condenação era precoce e que muitas das informações circulando na internet a respeito de Denis eram inverídicas. Quando foi preso, o advogado de Denis insinuou que o erro poderia ser do hospital, já que ela saiu bem de seu apartamento.  O Doutor Bumbum fez a mesma sugestão em vídeo do Instagram. Após sua soltura, deu uma entrevista exclusiva para Roberto Cabrini do Conexão Repórter, e afirmou que o procedimento foi realizado da maneira correta, e Lilian morreu por ter sofrido um infarto miocárdico antes do procedimento. Já a defesa de Renata afirmou que ela era apenas uma telefonista, sem envolvimento nos procedimentos médicos.
Seus depoimentos para a polícia foram contraditórios quando comparados com outras evidências e testemunhas. Denis afirmou que o procedimento aconteceu por volta das 18:00 ou 19:00, e que foi bem-sucedido. Inicialmente, ele afirmou que Calixto não havia passado mal no apartamento, o que foi desmentido pelas câmeras de segurança. Em seguida, Denis afirmou levou Lilian para o hospital por ela estar com enjoo e ter sofrido uma queda de pressão. No mesmo dia, os peritos fizeram uma busca em seu apartamento. Ele prestou outro depoimento no dia 20.

### Solturas
Renata foi solta no dia 9 de agosto, e pessoas próximas dela afirmaram que ela pretendia manter a relação e morar junto com Denis. Maria de Fátima foi solta em agosto. Já o Doutor Bumbum foi solto em 29 de janeiro de 2019. A família de Calixto expressou indignação com a soltura. Após sua soltura, postou no Instagram sobre o nascimento de seu filho com Renata, no dia 19. Também, fez post se defendendo, afirmando que a causa da morte teria sido um “infarto miocárdico agudo”, sem relação com o PMMA. O laudo pericial sobre a morte apresentado por Denis foi indexado aos autos do processo. De acordo com Denis, Calixto teria mentido antes do exame e faria uso de anabolizantes e anticoncepcionais. Ele também passou a realizar consultas grátis para vítimas de erro hospitalar.
Em dezembro de 2019, Denis anunciou sua candidatura como vereador pelo Patriota nas eleição municipal do Rio de Janeiro em 2020, porém o partido negou apoio à legenda. Por causa de sua licença cassada, Denis precisou se sustentar dando cursos de capacitação em uma sala no Shopping Downtown.
Em junho de 2021, o CRM-DF afirmou que Denis estava desaparecido, e tentou localizá-lo para enviar notificação sobre seu julgamento no processo ético-profissional.

## Opiniões
Denis era ativo politicamente, sendo chamado de "ativista de extrema-direita" pelo The Intercept. Em suas redes sociais, ele militou a favor da Operação Lava Jato e contra o Partido dos Trabalhadores, apoiou o impeachment de Dilma Rousseff,  se opôs a nomeação de Teori Zavascki ao Supremo Tribunal Federal (STF), declarou voto em Aécio Neves na eleição presidencial de 2014, promoveu Jair Bolsonaro, fez alusões à ditadura militar brasileira e foi contra o programa Mais Médicos, o Movimento dos Trabalhadores Rurais sem Terra (MST) e a desmilitarização da Polícia Militar.